# Discografia di Ozzy Osbourne
La discografia di Ozzy Osbourne, cantautore britannico attivo come solista dal 1980, si compone di 12 album in studio, 1 album di cover, 7 raccolte, 5 album dal vivo e numerosi singoli ed EP.

## Album

### Album in studio
| Anno | Titolo                                                                                     | Classifiche | Classifiche | Certificazioni                  |
| Anno | Titolo                                                                                     | UK          | USA         | Certificazioni                  |
| ---- | ------------------------------------------------------------------------------------------ | ----------- | ----------- | ------------------------------- |
| 1980 | Blizzard of Ozz - Pubblicato: 20 settembre 1980 - Etichetta: Jet Records                   | 7           | 21          | - UK: Argento - USA: 5x Platino |
| 1981 | Diary of a Madman - Pubblicato: 7 novembre 1981 - Etichetta: Jet Records                   | 14          | 16          | - USA: 3x Platino               |
| 1983 | Bark at the Moon - Pubblicato: 10 dicembre 1983 - Etichetta: Epic Records, Sony Music      | 24          | 19          | - UK: Argento - USA: 3x Platino |
| 1986 | The Ultimate Sin - Pubblicato: 22 febbraio 1986 - Etichetta: Epic Records, Sony Music      | 8           | 6           | - UK: Argento - USA: 2x Platino |
| 1988 | No Rest for the Wicked - Pubblicato: 22 ottobre 1988 - Etichetta: Epic Records, Sony Music | 23          | 13          | - USA: 3x Platino               |
| 1991 | No More Tears - Pubblicato: 17 settembre 1991 - Etichetta: Epic Records                    | 17          | 7           | - UK: Argento - USA: 4x Platino |
| 1995 | Ozzmosis - Pubblicato: 23 ottobre 1995 - Etichetta: Epic Records                           | 22          | 4           | - USA: 2x Platino               |
| 2001 | Down to Earth - Pubblicato: 16 ottobre 2001 - Etichetta: Epic Records                      | 19          | 4           | - UK: Argento - USA: Platino    |
| 2007 | Black Rain - Pubblicato: 22 maggio 2007 - Etichetta: Epic Records                          | 8           | 3           | - USA: Oro                      |
| 2010 | Scream - Pubblicato: 22 giugno 2010 - Etichetta: Epic Records                              | 12          | 1           |                                 |
| 2020 | Ordinary Man - Pubblicazione: 21 febbraio 2020 - Etichetta: Epic Records                   | 3           | 3           | - USA: Oro                      |
| 2022 | Patient Number 9 - Pubblicazione: 9 settembre 2022 - Etichetta: Epic Records               | 2           | 3           |                                 |

### Album dal vivo
| Anno | Titolo                                                                              | Classifiche | Classifiche | Certificazioni               |
| Anno | Titolo                                                                              | UK          | US          | Certificazioni               |
| ---- | ----------------------------------------------------------------------------------- | ----------- | ----------- | ---------------------------- |
| 1982 | Speak of the Devil - Pubblicato: 27 novembre 1982 - Etichetta: Epic Records         | 21          | 14          | - UK: Argento - USA: Platino |
| 1987 | Tribute - Pubblicato: 19 marzo 1987 - Etichetta: Epic Records                       | 13          | 6           | - USA: 2x Platino            |
| 1993 | Live & Loud - Pubblicato: 28 giugno 1993 - Etichetta: Epic Records                  | —           | 22          | - USA: Platino               |
| 2002 | Live at Budokan - Pubblicato: 25 giugno 2002 - Etichetta: Epic Records              | —           | 70          |                              |
| 2012 | Ozzy Live - Pubblicato: 21 aprile 2012 - Etichetta: Epic Records, Legacy Recordings | —           | —           |                              |

### Album di cover
| Anno | Titolo                                                               | Classifiche | Classifiche |
| Anno | Titolo                                                               | UK          | US          |
| ---- | -------------------------------------------------------------------- | ----------- | ----------- |
| 2005 | Under Cover - Pubblicato: 1º novembre 2005 - Etichetta: Epic Records | 67          | 134         |

### Raccolte
| Anno | Titolo                                                                               | Classifiche | Classifiche | Certificazioni              |
| Anno | Titolo                                                                               | UK          | US          | Certificazioni              |
| ---- | ------------------------------------------------------------------------------------ | ----------- | ----------- | --------------------------- |
| 1989 | Best of Ozz - Pubblicato: 1989 - Etichetta: Sony Music                               | —           | —           |                             |
| 1990 | Ten Commandments - Pubblicato: 1990 - Etichetta: Sony Music, Priority Records        | —           | 163         |                             |
| 1997 | The Ozzman Cometh - Pubblicato: 11 novembre 1997 - Etichetta: Epic Records           | 68          | 13          | - USA: 2x Platino           |
| 2003 | The Essential Ozzy Osbourne - Pubblicato: 11 febbraio 2003 - Etichetta: Epic Records | 21          | 81          | - UK: Oro - USA: 2x Platino |
| 2005 | Prince of Darkness - Pubblicato: 22 marzo 2005 - Etichetta: Epic Records             | —           | 36          | - USA: Oro                  |
| 2014 | Memoirs of a Madman - Pubblicato: 14 ottobre 2014 - Etichetta: Epic Records          | 23          | 90          |                             |
| 2019 | See You on the Other Side - Pubblicato: 29 novembre 2019 - Etichetta: Epic Records   | —           | —           |                             |

## Extended play
| Anno | Titolo                                                                                         | Classifiche | Classifiche | Certificazioni |
| Anno | Titolo                                                                                         | UK          | US          | Certificazioni |
| ---- | ---------------------------------------------------------------------------------------------- | ----------- | ----------- | -------------- |
| 1980 | Mr Crowley Live EP - Pubblicato: 1980 - Etichetta: Jet Records                                 | —           | 120         |                |
| 1986 | Ultimate Live Ozzy - Pubblicato: 21 dicembre 1986 - Etichetta: Epic Records, Sony Music        | —           | —           |                |
| 1988 | Back to Ozz - Pubblicato: 1º luglio 1988 - Etichetta: Epic Records                             | —           | —           |                |
| 1990 | Just Say Ozzy - Pubblicato: 17 marzo 1990 - Etichetta: Epic Records                            | 69          | 58          | - USA: Oro     |
| 2010 | iTunes Festival: London 2010 - Pubblicato: 6 luglio 2010 - Etichetta: Epic Records, Sony Music | —           | —           |                |

## Singoli
- Dall'album Blizzard of Ozz:
  - 1980: Crazy Train
  - 1980: Mr. Crowley
  - 1980: I Don't Know
- Dall'album Diary of a Madman:
  - 1981: Flying High Again
  - 1981: Over the Mountain
  - 1982: Tonight
- Dall'album Speak of the Devil:
  - 1982: Symptom of the Universe (Live)
  - 1982: Paranoid (Live)
- Dall'album Bark at the Moon:
  - 1983: Bark at the Moon
  - 1984: So Tired
- Dall'album The Ultimate Sin:
  - 1986: Shot in the Dark
  - 1986: The Ultimate Sin
- Dall'album Tribute:
  - 1987: Crazy Train (Live)
- Dall'album No Rest for the Wicked:
  - 1988: Miracle Man
  - 1988: Crazy Babies
- Dall'album No More Tears:
  - 1991: No More Tears
  - 1992: Mama, I'm Coming Home
  - 1992: Mr. Tinkertrain
- Dall'album Live & Loud:
  - 1993: Changes
  - 1993: Goodbye to Romance
- Dall'album Ozzmosis:
  - 1995: Peery Mason
  - 1996: See You on the Other Side
  - 1996: I Just Want You
- Dall'album The Ozzman Cometh:
  - 1995: Back on Earth
- Dall'album Down to Earth:
  - 2001: Gets Me Through
  - 2002: Dreamer
- Dall'album Under Cover:
  - 2005: Mississippi Queen
  - 2006: In My Life
- Dall'album Black Rain:
  - 2007: I Don't Wanna Stop
  - 2007: Not Going Away
- Dall'album Scream:
  - 2010: Let Me Hear You Scream
  - 2010: Life Won't Wait
- Dall'album Ordinary Man:
  - 2019: Under the Graveyard
  - 2019: Straight to Hell
  - 2020: Ordinary Man (feat. Elton John)
  - 2020: It's a Raid (feat. Post Malone)
- Dall'album Patient Number 9:
  - 2022: Patient Number 9 (feat. Jeff Beck)
  - 2022: Degradation Rules (feat. Tony Iommi)
  - 2022: Nothing Feels Right (feat. Zakk Wylde)
  - 2022: One of Those Days (feat. Eric Clapton)

## DVD
- 1982 – Speak of the Devil
- 1984 – Bark at the Moon
- 1986 – The Ultimate Ozzy
- 1989 – Wicked Videos
- 1991 – Don't Blame Me
- 1993 – Live & Loud
- 1997 – Ozzy Goes to Hollywood
- 2002 – Live at Budokan

## Collaborazioni con altri artisti
- 1983 - Was (Not Was) - Born To Laugh At Tornadoes (voce nel brano Shake Your Head (Let's Go to Bed))
- 1988 - Gary Moore - After the War (voce e cori nei brani Speak for Yourself e Led Clones)
- 1988 - Lita Ford - Lita (cori nel brano Close My Eyes Forever)
- 1988 - Smashed Gladys - Social Intercourse
- 1989 - Artisti vari - Stairway to Heaven/Highway to Hell (presente con il brano Purple Haze)
- 1990 - Mike Batt with the London Philharmonic Orchestra - The Dreamstone (voce nel brano The War Song of the Urpneys)
- 1990 - Bill Ward - Ward One: Along the Way (voce nei brani Bombers (Can Open Bomb Bays) e Jack's Land)
- 1991 - Alice Cooper - Hey Stoopid (cori nel brano Hey Stoopid)
- 1991 - Infectious Grooves - The Plague That Makes Your Booty Move...It's the Infectious Grooves (voce nel brano Therapy)
- 1991 - Artisti vari - Yakety Yak (Take It Back) (singolo) (voce nei brani Yakety Yak - Take It Back, Energy Savings e Take It Back Facts)
- 1992 - Motörhead - March ör Die (voce nei brani I Ain't No Nice Guy e Hellraiser)
- 1995 - The Muppets - Kermit Unpigged (voce nel brano Born To Be Wild con Miss Piggy)
- 1997 - Artisti vari - Howard Stern: Private Parts (The Album) (colonna sonora dell'omonimo film) (voce nel brano Pictures Of Matchstick Men con i Type O Negative)
- 1998 - Artisti vari - Chef Aid: The South Park Album (presente con il brano Nowhere to Run (Vapor Trail) con i The Crystal Method, DMX, Ol' Dirty Bastard e Fuzzbubble)
- 1998 - Ringo Starr - Vertical Man (cori nel brano Vertical Man)
- 1998 - Busta Rhymes - E.L.E. (Extinction Level Event): The Final World Front (voce nel brano This Means War!!)
- 1999 - Rick Wakeman - Return to the Centre of the Earth (voce nel brano Buried Alive)
- 1999 - Artisti Vari - It's Only Rock 'N' Roll (singolo) (cori nel brano It's Only Rock 'N' Roll)
- 1999 - Coal Chamber - Chamber Music (voce nel brano Shock The Monkey)
- 2000 - Artisti Vari - Loud Rocks (voce nel brano For Heaven's Sake 2000 con Tony Iommi e i Wu-Tang Clan)
- 2000 - Tony Iommi - Iommi (voce nel brano Who's Fooling Who)
- 2000 - Artisti Vari - Nativity in Black II: A Tribute to Black Sabbath (voce nel brano N.I.B. con i Primus)
- 2001 - Rob Zombie - The Sinister Urge (voce nel brano Iron Head)
- 2001 - Rob Zombie - The Sinister Urge Album Sampler (voce nel brano Dead Girl Superstar)
- 2003 - Kelly Osbourne - Changes (voce nel brano Changes)
- 2003 - Black Label Society - The Blessed Hellride (voce nel brano Stillborn)
- 2005 - Artisti vari - Tears in Heaven (singolo) (voce e cori nel brano Tears in Heaven)
- 2007 - Mountain - Master of War (voce nel brano Masters of War)
- 2007 - Beanie Sigel - The Solution (voce nel brano The Day)
- 2008 - Alice Cooper - Along Came a Spider (voce nel brano Wake The Dead)
- 2010 - Slash - Slash (voce nel brano Crucify The Dead)
- 2015 - Billy Morrison - God Shaped Hole (voce nel brano Gods of Rock and Roll)
- 2019 - Post Malone - Hollywood's Bleeding (voce nel brano Take What You Want)
- 2024 - Billy Morrison - The Morrison Project  (voce nel brano Crack Cocaine)